# Microkayla guillei
Microkayla guillei is een kikker uit de familie Craugastoridae. De soort komt voor in Bolivia. Microkayla guillei wordt bedreigd door het verlies van habitat en veranderingen van het klimaat.